# Самардак Богдан Миколайович
Богда́н Микола́йович Самардак (нар. 25 березня 1963, Ваньковичі, Львівська область) — радянський та український футболіст, український футбольний тренер.

## Біографія

### Клубна кар'єра
Футбольне освіту Богдан отримував у Львівському спортінтернаті, де займався у тренера Ф. В. Бушанського. Після його закінчення грав в аматорському колективі «Спартак» (Самбір). У 1984 році дебютував в команді майстрів «Торпедо» (Луцьк), очолюваної тренером Мироном Маркевичем. Потім була служба в армії і виступи за команду Львівського вищого військово-політичного училища, після чого послідувало запрошення у друголіговий «Авангард» (Рівне). У першому ж своєму сезоні за клуб з Рівного, молодий форвард забив 13 м'ячів, ставши найкращим бомбардиром команди. У першості 1987 року, Богдан відзначився вже 18 голами, увійшовши до числа найкращих голеадорів зонального турніру другої ліги. У наступному чемпіонаті Самардак з 16 забитими голами знову найкращий нападник своєї команди.
Результативність форварда не залишилася без уваги тренерів команд рангом вище. У 1989 році Самардак переходить у клуб першої ліги «Металург» (Запоріжжя), очолюваний відомим тренером і спортивним функціонером Геннадієм Опанасовичем Жиздиком. Відігравши сезон за запорізьку команду, Самардак повертається в «Авангард» (Рівне), який на той час тренував Роман Покора. Сезон 1990 року рівненська команда завершила на 3 місці, а Богдан, з показником в 11 забитих голів, знову стає найкращим бомбардиром своєї команди.
Восени 1990 року Самардак переходить у словацьку команду «Гуменне» з міста Гуменне, яка виступала у другому дивізіоні чемпіонату Чехословаччини, куди його порекомендував колишній партнер Богдана по рівненському «Авангарду» Орест Баль — молодший брат відомого футболіста збірної СРСР Андрія Баля. У новому колективі Самардак грав на позиції лівого півзахисника, був гравцем основного складу, разом з командою став бронзовим призером першості.
Провівши два роки в Чехословаччині, Самардак вирішує повернутися в Україну, де приєднується до своєї колишньої команди з Рівного, з якою підписав дворічний контракт. Дебютував у чемпіонаті України від 14 березня 1993 року, в поєдинку «Верес» — «Нива» (Тернопіль). А вже в наступному поєдинку проти запорізького «Металурга», що проходив 19 березня, відзначився і своїм першим голом у вищій лізі України, вразивши ворота голкіпера господарів поля Іллі Близнюка. Після закінчення контракту, навесні 1995 року, Богдан перебирається в чернівецьку «Буковину». Команду, очолював досвідчений фахівець Юхим Школьников, в сезоні 1995/96, стає срібним призером першолігового турніру. Уже в наступному сезоні Самардак знову повертається в елітний дивізіон, підписавши контракт з тернопільською «Нивою», куди його запросив головний тренер Ігор Яворський, який добре знав Богдана щодо спільних виступів за клуби «Гуменне» і «Верес». У тернопільському клубі досвідчений футболіст став одним з лідерів колективу, діючи більшість матчів на позиції атакуючого центрального півзахисника.
1999 рік Богдан відіграв в команді «Полісся» (Житомир). 10 листопада 1999 року, 36-річний гравець взяв участь в поєдинку проти ЦСКА-2 (Київ), який став останнім у його ігровій кар'єрі на професійному рівні. Завершивши виступи у великому футболі, Самардак продовжував грати за футзальні і аматорські колективи. У 2002 році, в складі команди «Волинь-Цемент» з міста Здолбунів, брав участь в аматорському чемпіонаті України.

### Тренерська кар'єра
Завершивши ігрову кар'єру, Богдан Миколайович тренував ряд аматорських колективів Рівненської області. У 2012 році, головний тренер тернопільської «Ниви», яка виступала на той час у другій лізі, Ігор Яворський, запросив Самардака в свій тренерський штаб. За підсумками сезону 2012/13 команда посіла друге місце в своїй групі і, провівши стикові матчі, здобула право з наступного сезону грати в першій лізі. Першу частину нового сезону «Нива» провела досить непогано, займаючи після першого кола 7 місце. Але вже в міжсезоння в клубі почалися серйозні фінансові проблеми. Команда не тренувалася й не готувалася до сезону. Більшість футболістів основного складу покинули колектив, змушений був подати у відставку і головний тренер Ігор Яворський.
Автанділ Мдінарадзе, що став біля керма клубу, 15 березня 2014 року призначає виконувачем обов'язків головного тренера Богдана Самардака. На перше тренування прийшло тільки дев'ять футболістів. Новому наставнику довелося в терміновому порядку доукомплектовувати команду, а вже 26 березня «Нива» проводила матч 1/4 фіналу Кубка України проти черкаського «Славутича», який став для Богдана Миколайовича як наставника професійного клубу першим офіційним поєдинком, в якому підопічні Самардака поступилися лише в серії післяматчевих пенальті. У матчі 27 туру «Геліос» — «Нива», Богдан Самардак, в знак протесту проти, на його думку, неправильно призначеного пенальті у ворота «Ниви», повів свою команду з поля, за що згодом тернопільський клуб позбавили трьох очок, а сам наставник був оштрафований і дискваліфікований на два матчі. Поступово, по ходу першості, команда набирала форму, поліпшувалося взаємодія між гравцями, в результаті підопічні Самардака фінішували на 10 місці.
Самардак зберіг за собою пост до весни 2015 року. Повної довіри з керівництвом він так і не зміг знайти. Серія поразок призвела до його відставки.
Влітку 2015 приєднався до тренерського штабу «Буковини», де працював асистентом головного тренера. В кінці травня 2016 року вирішив подати в відставку. З 2017 року працює головним тренером в аматорській команді «Малинськ» (Рівненська область), яка крім обласних змагань також бере участь в чемпіонаті України серед аматорів.

## Досягнення

### Як гравця
- Срібний призер Першої ліги України (1) : 1995/96
- Бронзовий призер Чемпіонату УРСР (1) : 1990
- Півфіналіст Кубка України (1) : 1993/94

### Як тренера
як помічник Ігора Яворського:
- Бронзовий призер Другої ліги України (1) : 2012/13